# قنابية شردية الأوراق
القنابية شردية الأوراق (الاسم العلمي: Ostrya carpinifolia) نوع نباتي شجري من الفصيلة القضبانية.